# Ictidosaurus
Ictidosaurus був родом терапсидів, знайдених у формації Абрахамскрааль у ПАР, який жив у середньому пермському періоді. Скам'янілості типового виду були знайдені в Tapinocephalus (капітанський вік, 265,8-260,4 млн. років) і в основі зон складання Eodicynodon (вордівський вік, 268-265,8 млн. років) у басейні Кару. Старіші класифікації виду разом із багатьма іншими зразками, знайденими в архівах південноафриканського музею Ізіко, спочатку були класифіковані в межах назв тероцефалів, у цьому випадку Ictidosauridae, які були перекласифіковані як належні до Scylacosauridae. Типовим видом є I. angusticeps.